# Heliaster microbrachius
Heliaster microbrachius is een zeester uit de familie Heliasteridae.
De wetenschappelijke naam van de soort werd in 1860 gepubliceerd door John Xantus de Vesey.